# Kameroense parlementsverkiezingen (1964)
De Kameroense parlementsverkiezingen van 1964 vonden op 24 april plaats. Het waren de eerste verkiezingen sinds de vereniging van het Franstalige Cameroun en het Engelstalige Southern Cameroons tot de Federale Republiek Kameroen in 1961. In aanloop naar de verkiezingen werd bepaald dat de Franstalige partijen uitsluitend actief mochten zijn in het Franstalige noorden en oosten en de Engelstalige partijen uitsluitend in het zuiden en westen van het land. In het noorden won de partij van president Ahmadou Ahidjo, de Union camerounaise (UC) en in het zuiden de Kamerun National Democratic Party (KNDP) van vicepresident John Ngu Foncha. De opkomst was 95,1%.

## Nationale Vergadering
| Partij                          | Partij                                | Zetels | %     |
| ------------------------------- | ------------------------------------- | ------ | ----- |
| FRANSTALIG KAMEROEN             |                                       |        |       |
|                                 | Union camerounaise                    | 40     | 93,50 |
|                                 | Parti des démocrates camerounais      | 0      | 6,50  |
| ENGELSTALIG KAMEROEN            |                                       |        |       |
|                                 | Kamerun National Democratic Party     | 10     | 76,05 |
|                                 | Cameroon People's National Convention | 0      | 23,95 |
| Totaal                          | Totaal                                | 50     |       |
| Geregistreerde kiezers/ opkomst | Geregistreerde kiezers/ opkomst       | -      | 95,10 |
| Bron: AED                       |                                       |        |       |

Presidentsverkiezingen: 1965 · 1970 · 1975 · 1980 · 1984 · 1988 · 1992 · 1997 · 2004 · 2011 · 2018 · 2025

Parlementsverkiezingen: 1964 · 1973 · 1978 · 1983 · 1988 · 1992 · 1997 · 2002 · 2007 · 2013 · 2020

Referenda: 1972